# Der kleine Riese
Der kleine Riese ist ein deutsches Fernsehdrama aus dem Jahre 1985. Regie hierzu führte Imo Moszkowicz.

## Inhalt
Hans Engler, ein bescheidener, zurückhaltender Mann, lebt in Hamburg. Geheiratet hat er nie und auch keine eigene Familie, sondern wohnt bei einem Ehepaar zur Untermiete in einer einfachen Unterkunft. Ausgerechnet auf der Hamburger Reeperbahn verdient Engler sein Brot als Kellner in einem schäbigen „Etablissement“, inmitten einer Umgebung, in die der friedfertige Engler eigentlich gar nicht so recht hineinpasst. Streitigkeiten geht er meist aus dem Weg; Engler weiß, dass ihn wegen seiner schmächtigen Gestalt niemand auf dem rauen Kiez als Gegner ernst nehmen würde. So verrichtet er jeden Abend seine Arbeit und hält sich aus allem anderen heraus. Geschätzt wird Engler von seinen Kollegen und insbesondere von den Damen des Hauses, gerade weil er nicht brutal auftritt, sondern stets freundlich und zuvorkommend.
Es passiert eines Tages, dass die Animierdame Agnes an Engler mit der Bitte herantritt, die Vaterschaft für ihre uneheliche Tochter Martina zu übernehmen. Agnes weiß genau, Engler wird ihr diesen Gefallen nicht abschlagen können. Hans Engler geht darauf ein, lernt Martina kennen und freundet sich mit seiner angeblichen Tochter an. Kurz darauf verstirbt Agnes nach einer schweren Operation. Nun ändert sich für Engler die Situation schlagartig, denn sie wird bedrohlich. Agnes hatte ihm verschwiegen, dass der wirkliche Vater Martinas der brutale und rücksichtslose Zuhälter Albert Ruloff ist, der Martina zu seiner Prostituierten machen will. Doch zunächst muss Engler die Vaterschaft widerrufen. Ruloff wendet Gewalt an, schlägt den wehrlosen Engler brutal zusammen, sucht ihn zu Hause auf und bedroht ihn massiv. Er droht sogar damit, ihn beim nächsten Mal im Lokal krankenhausreif zu schlagen, oder ihn, wenn es sein muss, auch zu töten.
Als die Lage für Engler ausweglos zu sein scheint, geht eine Verwandlung mit ihm vor. Er stellt sich Ruloff entgegen, weist ihn zurecht und macht auf die rechtliche Situation aufmerksam, die besagt, dass Engler Vater der 16-jährigen Martina ist. Entschlossen stellt Engler fest, dass daran nichts mehr zu rütteln sei und wenn Ruloff wollte, solle er ihn doch jetzt vor aller Augen totschlagen, schließlich hätte er es allseits angekündigt. Ruloff aber senkt, nachdem es im Lokal mucksmäuschenstill geworden war, den Blick, zieht an seiner Zigarre und verlässt geschlagen den Raum. Ihm war Englers Auftritt und unerwarteter Widerstand unheimlich geworden. Für die Bardame Lizzy ist damit klar, wer als Sieger zurückbleibt, sie nennt Hans Engler fortan den Kleinen Riesen.

## Hintergrund
Der kleine Riese wurde von der Polyphon Film- und Fernsehgesellschaft im Auftrag des NDR produziert und am 6. März 1985 in der ARD erstausgestrahlt.